# Simone Orelli
Simone Orelli (* um 1220 in Locarno; † ca. 1291 in Como) war ein Schweizer Condottiere.

## Leben
Simone Orelli war der Sohn des Podestà von Biasca Guido Orelli (†  26. August 1314). Sein Cousin war der Vogt Matteo Orelli († ca. 1282).
Er war Feldhauptmann im Dienste Mailands und spielte bei den Kämpfen in Norditalien im 13. Jahrhundert eine entscheidende Rolle; er trug massgeblich zum Scheitern der kaiserlichen Politik in dieser Region bei, allerdings förderte er auch die Machtübernahme der Visconti in Mailand.
Anfangs war er Parteigänger der Ghibellinen, die Anhänger von Friedrich II. waren, sowie der Guelfen, die zwar eher dem Papsttum zugeneigt waren, aber auch den Kaiser unterstützten, wenn dies in ihrem Interesse war. Nachdem jedoch 1238 kaiserliche Truppen in die Ambrosianischen Täler eindrangen und ihn vorübergehend seines Lehens beraubten, wurde er zum Gegner des Kaisers. Im gleichen Jahr setzte er sich an die Spitze der Locarneser Adligen, befreite Locarno von Como und vom Kaiser und wurde Podestà generale der Pieve, die er von einem Statthalter regieren ließ.
1242 leitete er mit Heinrich von Sax die Belagerung Bellinzonas und nahm die Stadt ein, die danach von den Siegern im Namen Mailands verwaltet wurde. Nach dem Fall von Bellinzona kehrten auch die Ambrosianischen Täler zu den Orellis zurück, welche die Ämter als Kastvögte und Rektoren von Biasca sowie des Bleniotals wieder übernahmen. 
Zwischen 1242 und 1286 besass er im Namen des Mailänder Domkapitels das Rektorat von Biasca und des Bleniotals, allerdings verloren die Orellis 1249 nach dem Frieden zwischen Como und Mailand faktisch die Herrschaft über Locarno und Bellinzona.
1245 schlug Simone Orelli an der Spitze eines Mailänder Truppenkontingents den Angriff von Kaiser Friedrich II. in Gorgonzola zurück und nahm dessen Sohn Enzio gefangen, der kurz darauf gegen andere Gefangene ausgetauscht wurde. Nach dem Tod von Kaiser Friedrich II. 1250 lief Simone Orelli zu den Ghibellinen über und wurde einer ihrer Anführer: er war nun auch in anderen Regionen aktiv und unterstützte 1255 mit seinen Cousins Guido und Matteo die Bündner Adligen in ihren Kämpfen gegen den, mit dem Abt von Disentis verbündeten, Bischof von Chur, Heinrich I. von Montfort. Der Friedensvertrag von 1261 zwischen den Orellis und dem Abt von Disentis beendete diese Fehden.
1256 blieb er während der Unruhen zwischen Welfen und Ghibellinen in Mailand ein treuer Vasall des Mailänder Erzbischofs Ottone Visconti und ging mit diesem 1259 zusammen ins Exil.
Von 1258 bis 1261 beteiligte er sich am Feldzug von Peter II. von Savoyen gegen den Bischof von Sitten, Heinrich I. von Raron.
Er kommandierte das Heer, das 1263 im Namen des neuen Podestà Corrado Venosta von Matsch (1226–1278) in Como eindrang, wurde aber zusammen mit seinem Neffen Guidoto gefangen genommen und in Mailand für zwölf Jahre in einen Käfig gesperrt. 1276 kam er aufgrund eines Gefangenenaustauschs zwischen Welfen und Ghibellinen frei und kehrte in seine Burg in Biasca zurück; kurz darauf verbündete er sich mit dem Erzbischof Ottone Visconti und bereitete dessen Gegenangriff vor.
1277 kämpfte er erfolgreich gegen die da Torre aus Como und im gleichen Jahr wurden die Welfen in der Schlacht von Desio geschlagen, worauf die Visconti nach Mailand zurückkehrten; dies hatte zur Folge, dass die Ghibellinen die Herrschaft über Como und Locarno übernahmen.
Simone Orelli erhielt das Generalkapitanat mit dem Titel eines capitano generale del comune e del popolo und wurde als rechte Hand des Erzbischofs mit wichtigen Aufgaben in der Mailänder Innen- und Aussenpolitik betraut. Vermutlich war seine Stellung nach Niederlagen in verschiedenen Gefechten geschwächt, sodass er nach anderthalb Jahren sein Amt wieder verlor. Vorübergehend ging er nach Como und verbündete sich mit den Rusca, als diese sich jedoch mit den Visconti überwarfen, kehrte er in den Dienst des Erzbischofs von Mailand zurück und begann Ende 1284 einen Krieg gegen die Rusca, um Locarno, Bellinzona und Lugano zurückzuerobern. Obwohl er anfangs Erfolg hatte, musste er, nach einem Abkommen zwischen den Rusca und den Visconti, 1286 die Städte wieder aufgeben. Daraufhin schied er aus der Politik aus.
Simone Orelli war verheiratet. Von seinen Kindern sind namentlich bekannt:
- Enrico Orelli († 9. Januar 1311), Podestà von Biasca;[5]
- Simone Orelli